# 羅君兒
羅君兒（英文名：Queenie Rosita Law，1986年—）是香港一位設計師，亦爲香港成衣集團堡獅龍創辦人羅定邦的孫女、羅家駒的女兒。

## 生平
2009年於英國倫敦藝術大學畢業，主修平面設計及攝影。大學畢業後她曾經到法國巴黎從事插畫、攝影及平面設計工作，之後回流香港繼續從事設計，曾爲香港貿發局做時裝表演場地設計裝飾的佈置，於2014年還開設了文化創意藝術工作室Production Q。 
於香港西貢飛鵝山甘澍路的獨立屋與父母同住。2015年4月25日凌晨，她被6個綁匪綁架，索取2800萬港币贖金。4月28日，香港警方安排下交贖金，最後被釋放。而亦於4月30日召開記者會向公眾報平安，表示自己精神及身心都沒有受到傷害。
2017年7月羅君兒出版專著《歷劫生命》親述自己被綁架的故事。